# Casablanca Finance City

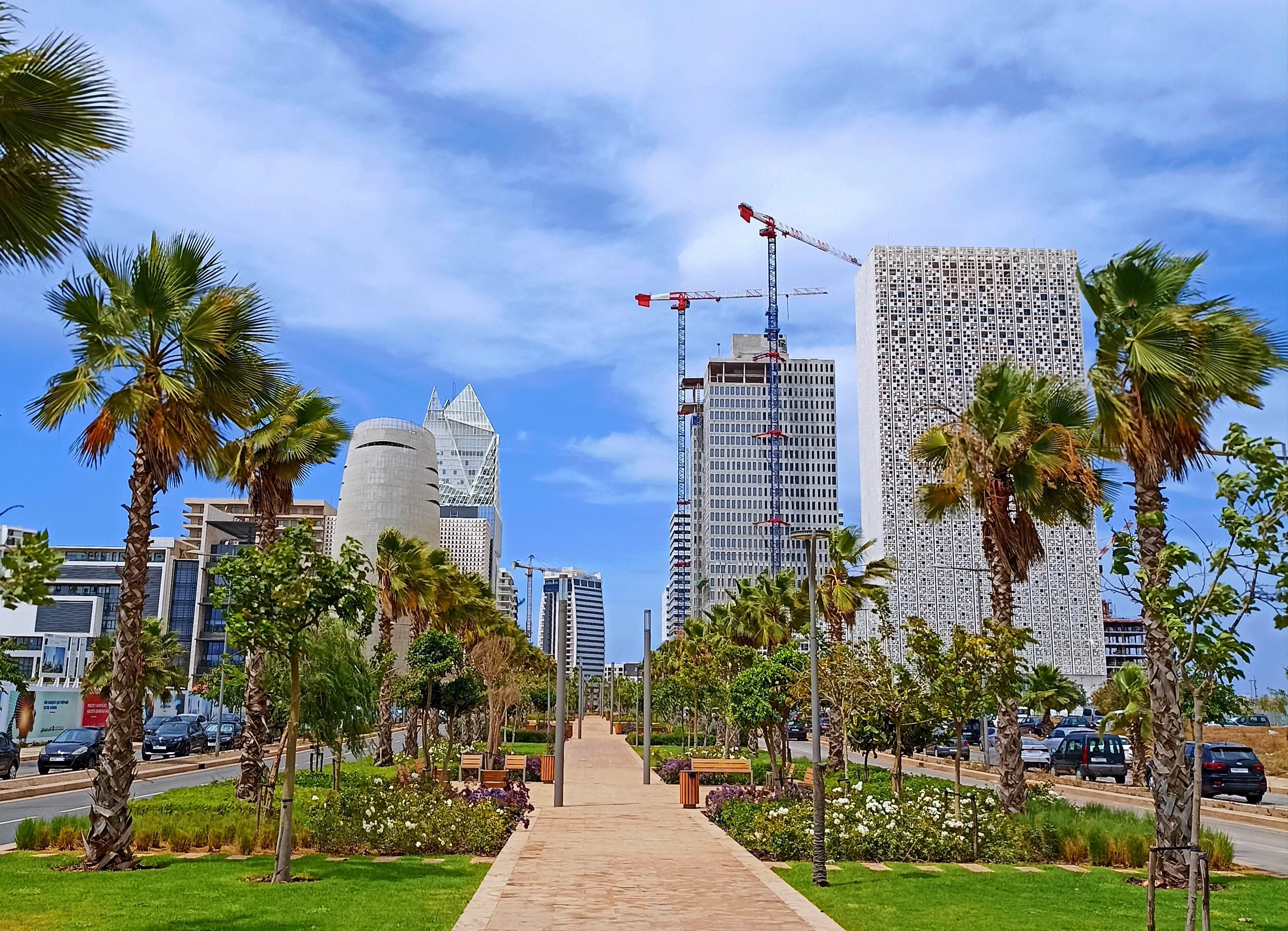
Casablanca Finance City

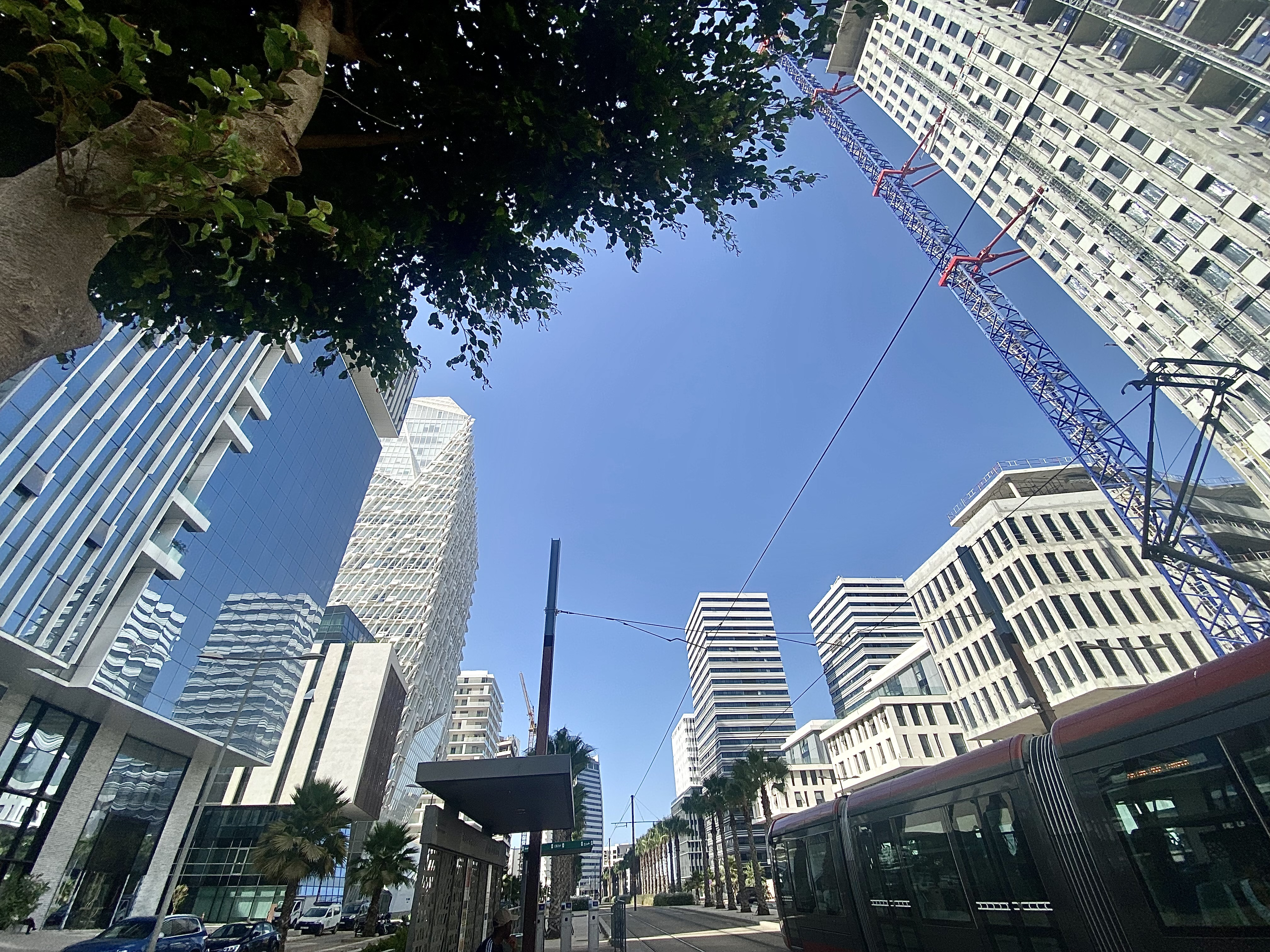
dto.

Die Casablanca Finance City (CFC) (arabisch القطب المالي للدار البيضاء, DMG al-Quṭb al-mālī li-d-Dār al-baiḍāʾ) ist ein Hochhauskomplex in der marokkanischen Millionenstadt Casablanca.
Die Casablanca Finance City befindet etwa 10 km südwestlich der Hassan-II.-Moschee entlang der Main Street; sie ist per Taxi oder mit der Straßenbahn erreichbar.

## Hintergrund
Die CFC ist ein Zusammenschluss mehrere privater Finanz-, Versicherungs- und Handelsunternehmen mit dem Ziel, die Stadt Casablanca zu einem Zentrum der afrikanischen Finanzindustrie zu machen. Sie entstand aus dem im Jahr 2010 gegründeten Morocco Financial Board (MFBoard), welchem von Seiten des Staates per Gesetz Steuererleichterungen zugesprochen wurden. Ethische Prinzipien auf der Basis der Scharia sollten beachtet werden, doch durch die Ansiedlung von Unternehmen wie der Singapore Cooperation Enterprise (2011), Luxembourg For Finance (2012), TheCityUK (2012) oder der Paris Europlace (2013) wurde diese Idee aufgeweicht. Im Jahr 2014 wurde die CFC in den Global Financial Centres Index aufgenommen; im Jahr 2016 stand sie an erster Stelle.
Das Finanzzentrum besteht derzeit aus etwa 20 modernen Hochhäusern mit einer Maximalhöhe von 130 m, an erster Stelle steht der 122 m hohe CFC Tower. Auch der im Jahr 2023 in der Küstenstadt Salé fertiggestellte Tour Mohammed VI war ursprünglich für Casablanca geplant.